# LLCInvest
LLCInvest (LLC Invest) — крупный конгломерат компаний с активами в десятки миллиардов долларов. Почти все организации, входящие в состав LLCInvest, не занимаются публичной деятельностью.
О конгломерате стало широко известно 20 июня 2022 года, после публикации журналистского расследования «Медузы» и OCCRP. «Медуза» называла его «цифровым кооперативом „Озеро“».
Доменом llcinvest.ru владеет компания «Москомсвязь».

## Активы компании
Всего есть более 85 компаний, которые используют почту от домена llcinvest.ru. Им принадлежат денежные активы на сумму около 4,5 миллиарда долларов США.
Среди них:

### Компании
- Акционерное общество «Альтитуда» (владеет 51 % акций АО «РусГазДобыча»)[1]
- ЗАО «РусЭйр»[1]

### Недвижимость
- Дворец Путина[5]
- Виноградники и винодельня «Лазурная Ягода» у Дворца Путина[5]
- Горнолыжный курорт Игора[5]
- Автоспортивный комплекс «Игора Драйв»[5]
- Особняк у Игоры[5]
- Рыбацкая изба и 420 га земли у Ладожского озера[5]
- Усадьба Сельгрена[англ.][1]
- Вилла в санатории «Русь» в Сочи[5]
- Земельный участок и постройки возле резиденции «Долгие Бороды»[5]
- Дом Катерины Тихоновой[5]

### Суда
- Shellest ($23,145,000)[5]
- Nega (~ $10,000,000)[5]
- Aldoga (~ $9,000,000)[5]
- Brizo 46[1]

### Самолёты
- Новая модель Falcon 7X (бортовой номер RA-09009)[1]

## Другие аффилированные лица
Компании «Дельта» и «Эна-Инвест» не использовали домены llcinvest, но имеют видимые связи с конгломератом. «Дельта» владеет 17 % акций «Сибура», «Эна-Инвест» владеет 19 % акций «Новатэка». Эти активы были переданы компаниям Геннадием Тимченко, и по оценкам 2022 года их стоимость приближалась к 12 миллиардам долларов США.

## Санкции
8 февраля 2023 года, на фоне вторжения России на Украину, «Москомсвязь» внесена в санкционный список Великобритании как компания «предоставляющая домены тем, кто дестабилизирует ситуацию в Украине».